# Karbazokróm
A karbazokróm (INN: carbazochrome) vérzéscsillapító gyógyszer. Az adrenokróm származéka, mely az adrenalin oxidációs terméke. Növeli a mikrokeringés tónusát, ezzel csökkenti a mikroerek átjárhatóságát és a vérzési időt.
Gyakran az érvédő troxerutinnal kombinációban alkalmazzák.

## Adagolás
Szájon át felnőtteknek 10–30 mg naponta háromszor. Az ajánlott kezdő adag 10 mg.
Injekció ill. infúzió formájában is forgalomban van egészségügyi ellátórészlegek számára. Bőr alá vagy izomba kell beadni. A napi adag ilyenkor 25–100 mg/nap.

## Mellékhatások, ellenjavallatok
Terhesség és szoptatás alatt, idősek és gyerekek esetén fokozott figyelem szükséges.
Mellékhatások: emésztőrendszeri panaszok.

## Készítmények
Nemzetközi forgalomban:
- Adona
- Adrenoxil
- Adrenoxyl
- Adrinoxyl
- Anaroxyl
- Cromin's
- Adcar AC
- Adona
- Adonamin
- Adrome
- Auzei
- Carbajust
- Chichina
- Kaltazon
- Luoye
- Neo-Hesna
- Odanon
- Ranobi
- Tazin

Kombinációban:
- Fleboside (Karbazokróm és Troxerutin)
- Ophthalm K (Karbazokróm és Aszkorbinsav)

Magyarországon nincs forgalomban.